# 2019年10月美國

## 10月7日
- 美国商务部以侵犯维吾尔族等信奉伊斯兰教少数民族的人权为由将28家中国安防监控企业列入实体名单，美国公司向名单上的企业供货时需向政府申请许可。中华人民共和国外交部回应称新疆不存在人权问题，美国纯属借口人权干涉中国内政。[1]
- 由于抗议活动（英语：2019 Ecuadorian protests）暴力成分渐浓，首都基多无法保证安全，厄瓜多尔总统利寧·莫雷諾宣布政府临时迁往瓜亞基爾。
- 美国贸易代表罗伯特·莱特希泽和日本驻美大使杉山晋辅在白宫签署美日贸易协定，双方决定削减农产品和数字产品的关税。协议并未解决日本对美国出口汽车的问题。[2]

## 10月16日
- 美國聯邦政府眾議院以口頭表決方式一致同意通過[3]《香港人權與民主法案》、《保護香港法案》、《與香港站在一起》，法案將交由參議院審議，再請總統簽署[4]。

## 10月30日
- 美國聯邦參議院一致通過[5]旨在要求行政部門採取積極行動、支持臺灣國際參與[6]的《臺北法案[7]》。